# Balclutha tumidus
Balclutha tumidus är en insektsart som beskrevs av Baker 1903. Balclutha tumidus ingår i släktet Balclutha och familjen dvärgstritar. Inga underarter finns listade i Catalogue of Life.